# Hiroaki Hiraoka
Hiroaki Hiraoka (jap. 平岡拓晃 Hiraoka Hiroaki; ur. 6 lutego 1985 w Hiroszimie) – japoński judoka, wicemistrz olimpijski, dwukrotny wicemistrz świata.
Największym sukcesem zawodnika jest wicemistrzostwo olimpijskie z igrzysk w Londynie. Ma on na swoim koncie również dwa srebrne medale mistrzostw świata z 2009 i 2011 roku oraz mistrzostwo Azji w 2008 w kategorii do 60 kg. Na mistrzostwach świata zdobył też brązowy medal w Tokio w 2010 roku.
W 2010 roku zdobył srebrny medal igrzysk azjatyckich w Kantonie (w kategorii do 60 kilogramów).